# 汉口信义公所

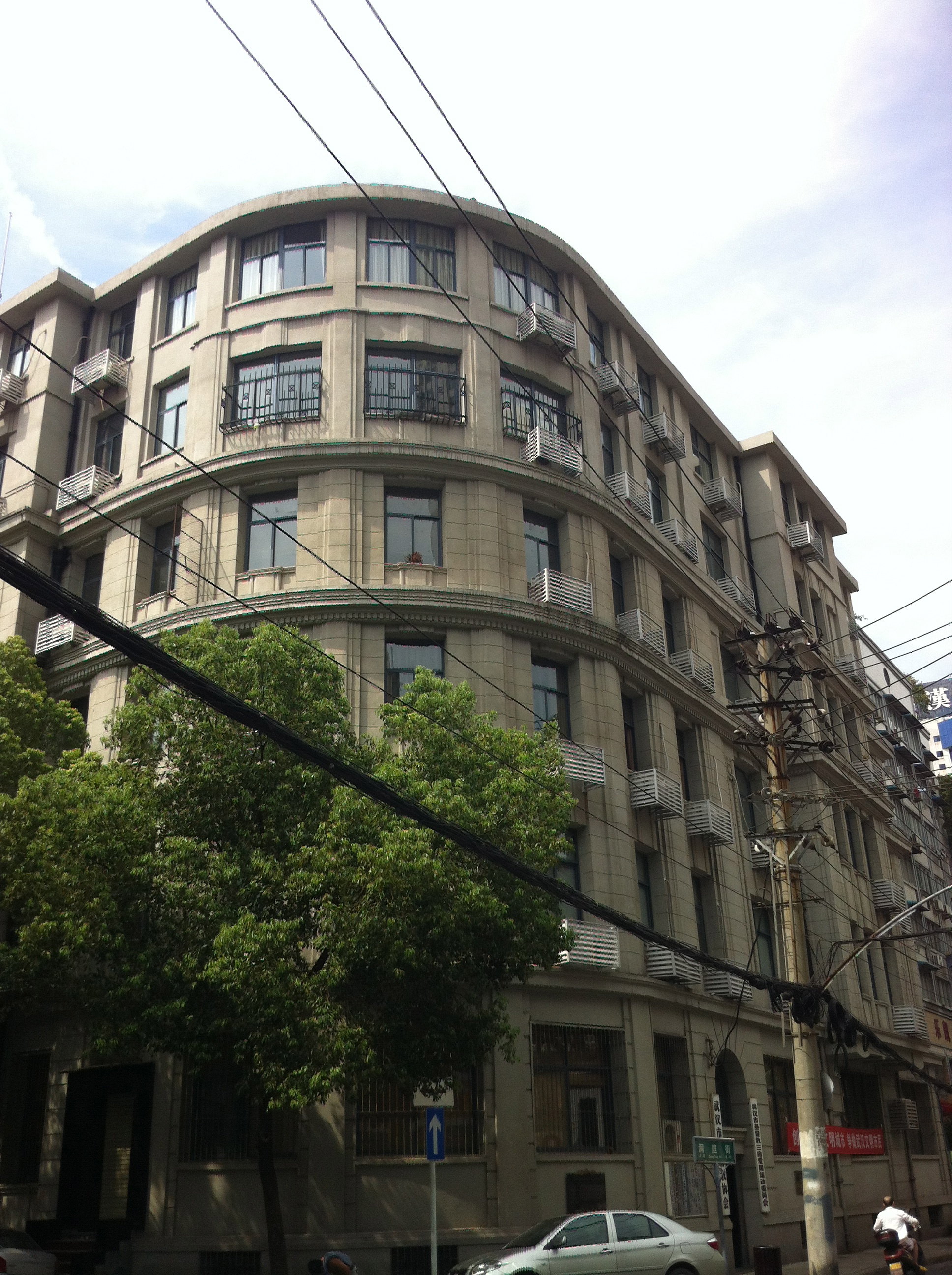
信义公所旧址，摄于2013年

信义公所（英語：Lutheran Church Building）:154是中国武汉的一座历史建筑，位于汉口江岸区洞庭街77号（黎黄陂路十字路口）。
20世纪初，路德宗各教派曾在华中的河南、湖南等省有规模不小的传教事业，1920年，这些差会在鸡公山举行联合会议，成立中华信义会。中华信义会除了下辖在汉口附近的黄陂县滠口镇，已于1913年联合设立中国唯一的信义宗神学院：滠口信义神学院之外；并在1923年，由美瑙路德会传教士魏国伟(Erik Sovik)主持，联合美国行道会、瑞典行道会、挪威信义会、芬兰信义会等8个路德宗差会共同捐资，在汉口俄租界内，鄂哈街（洞庭街）与夷玛街（黎黄陂路）交界处，兴建信义公所大楼，作为经过武汉的传教士公寓。各个差会派代表组成董事会来管理大楼。
信义公所大楼在1923年始建，1924年建成。楼高六层，包括120余间公寓，建筑面积7000平方米。信义公所大楼由德国石格司建筑事务所设计，文艺复兴风格，立面简洁，强调水平横向三段式构图。钢筋混凝土结构，外墙灰色仿麻石的饰面，半圆转角楼体。目前，武汉市基督教协会设于此处，并被列为武汉市优秀历史建筑。